# Церетели, Акакий Ростомович
Ака́кий Росто́мович Церете́ли (груз. აკაკი როსტომის ძე წერეთელი; 9 (21) июня 1840 — 26 января (8 февраля) 1915) — грузинский поэт, прозаик, идейный предводитель национально-освободительного движения Грузии, мыслитель-просветитель и национальная общественная фигура.

## Биография
Родился в Имеретия, в селе Схвитори (ныне Сачхерский район Грузии) 9 (21) июня 1840 года в известной грузинской княжеской фамилии Церетели.
Отец — князь Ростом Церетели. В соответствии со старой традицией Акакий до шести лет воспитывался в деревне Саване в крестьянской семье. Это обстоятельство наложило отпечаток на его творчество и сделало знатоком крестьянской жизни. Впоследствии он с гордостью вспоминал: «Если что-нибудь и есть во мне хорошего и доброго, то этим главным образом я обязан тому, что рос в деревне, вместе с сыновьями крестьян».

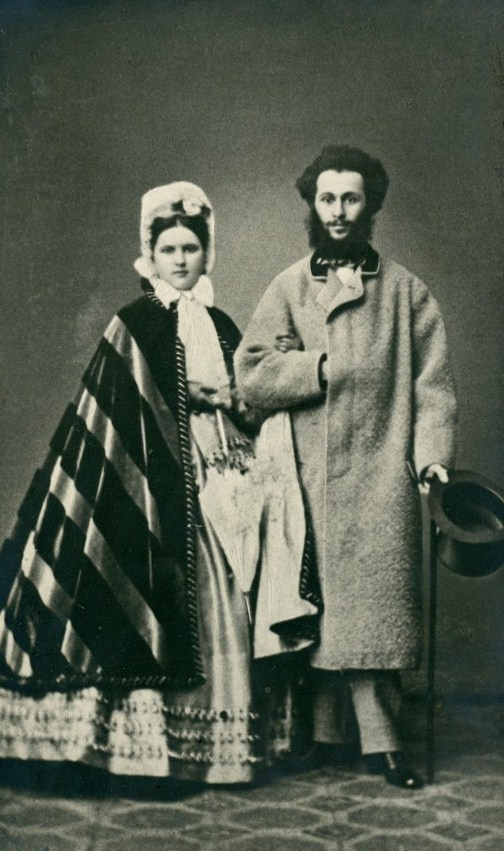
Акакий Церетели с женой

С 1850 года Акакий Церетели учился в Кутаисской гимназии. Из этого училища, где царил дух деспотизма, он вместо аттестата вынес жгучую ненависть к угнетателям и горячую любовь к угнетенным. В 1859—1862 гг. Церетели был вольным слушателем факультета восточных языков Петербургского университета. В стенах университета юношеские патриотические увлечения А. Церетели превратились в стройное гуманистическое, патриотическое мировоззрение. Ещё в студенческие годы он начал бороться против либерального патриотизма и царизма. На протяжении почти 60-летней деятельности заветной мечтой великого поэта и мыслителя являлся идеальный человек без сословных отличий, «человечный человек».

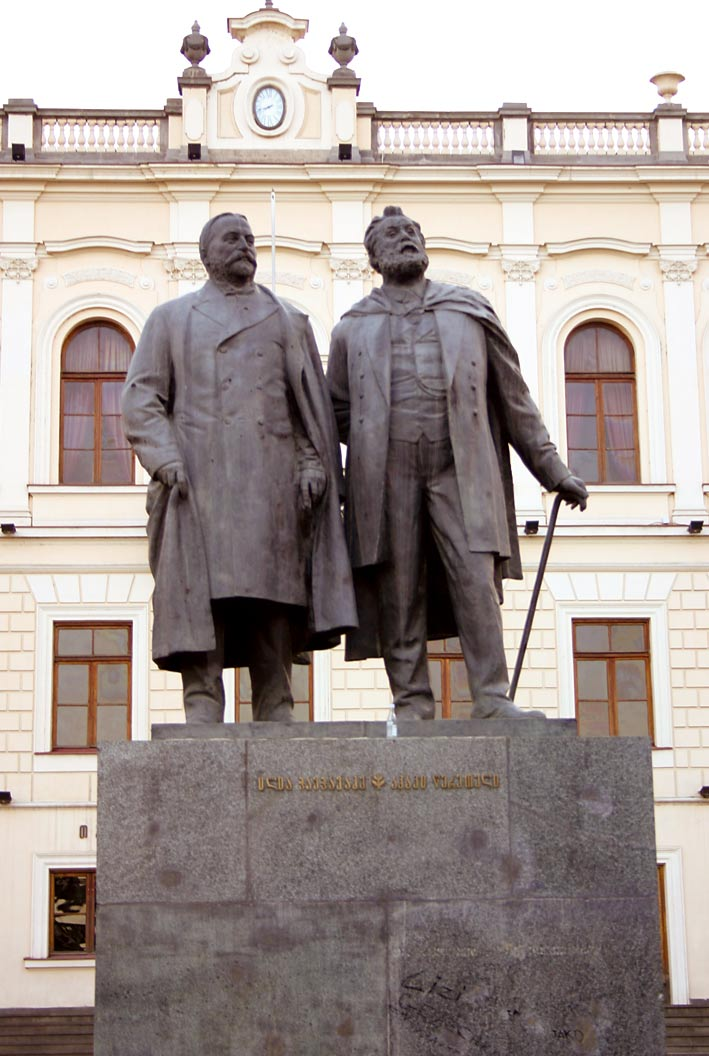
Памятник Илье Чавчавадзе и Акакию Церетели в Тбилиси

Возвратившись из Петербурга на родину в 1862 году, А. Церетели не примыкает формально ни к одной из тогдашних общественных группировок. Он становится профессиональным писателем и до конца своей жизни в борьбе против царизма. До 1870-х годов Церетели продолжал защищать своеобразную национальную программу в журнале «Цискари», потом сотрудничал в газетах «Дроэба» и «Тифлисский вестник», не во всем соглашаясь, однако, с руководившими этими органами радикал-демократами.

Памятник Акакию Церетели у здания Тбилисского университета

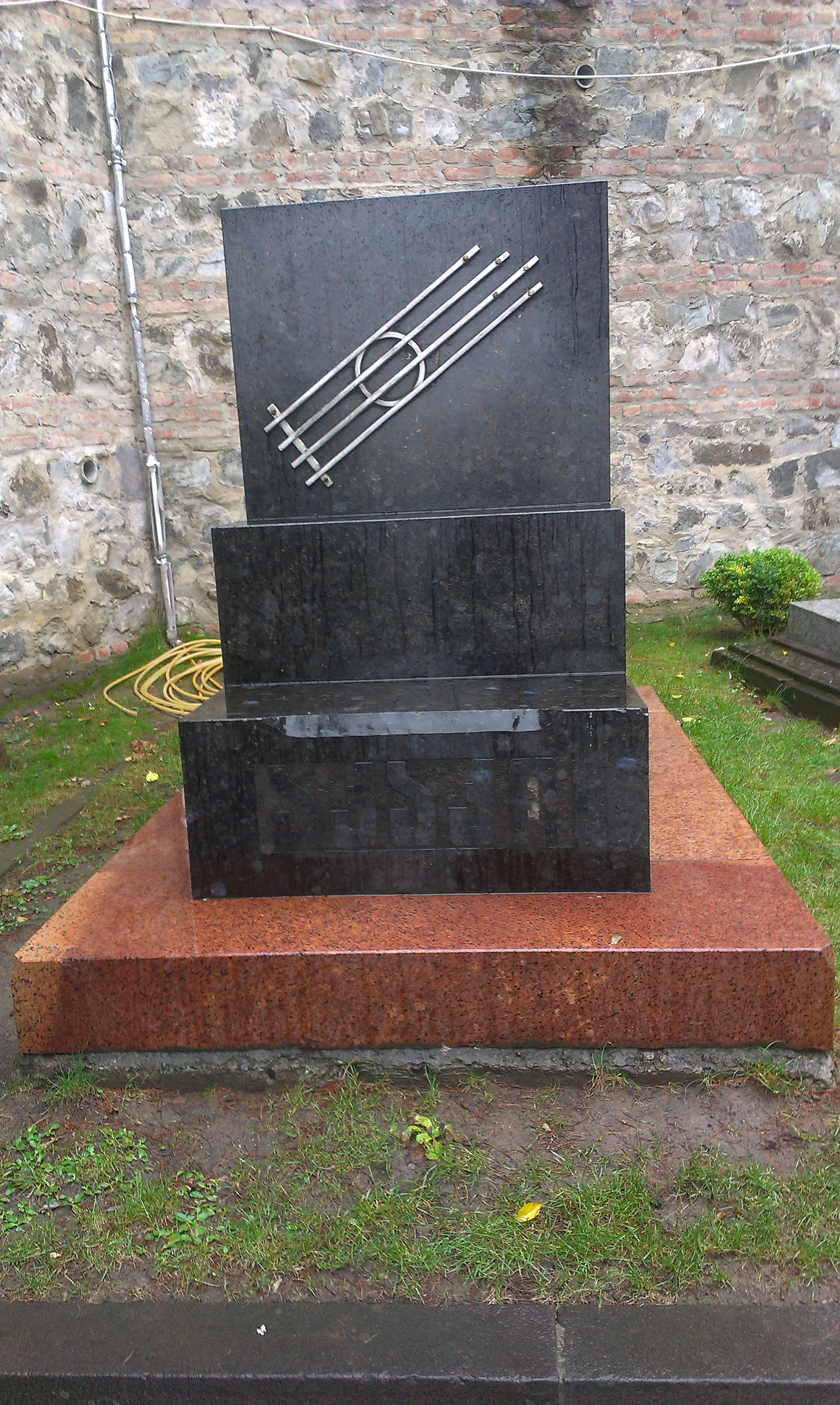
Могила Церетели на Пантеоне Мтацминда

В 1880-х годах он продолжал борьбу за национальное и социальное освобождение «низшего сословия» путём его просвещения на страницах гуманистической («Иверия») и народнической («Шрома» — «Труд» и «Имеди» — «Надежда») прессы. В 1890-х годах А. Церетели критиковал отрыв интеллигентов-руководителей от простого народа в еженедельной социал-демократической газете «Квали» (Борозда), а надежду на освобождение всей нации, и в частности «низшего сословия», путём низвержения царизма возлагал на революционную деятельность социал-демократов и социал-федералистов. На протяжении многих десятилетий он неустанно боролся за возрождение грузинской прессы, театра, всей грузинской культуры.
Великий грузинский просветитель Акакий Церетели последовательно и до конца выступал непримиримым врагом царизма и крепостничества. С восхищением встретил он освобождение крестьян в Грузии в 1864 года, но, противник крепостного права, защищавший крестьянство, Церетели остался неудовлетворенным царской реформой, которая, по его словам, «была хорошей только по форме, а по содержанию — негодной». «Крепостническая зависимость пала, — писал А. Церетели, — но не так, как надобно было. Помещики уже не владели душами крепостных как животных, но крестьянство осталось без земли». Он был сторонником полного уничтожения остатков крепостничества и действительного освобождения крестьян. И хотя в годы, последовавшие за крестьянской реформой, это не осуществилось, он считал «приятным то обстоятельство», что «земля от высшего сословия постепенно переходила в руки трудящихся».
Художественные произведения Акакия Церетели являются классическими образцами идейности и народности. Его «Песня рабочих», «Имеретинская колыбельная», «Кинжал», «Желание», «Цицинатела», «Сулико», «Рассвет», «Чонгури», «Торнике Эристави», «Натэла», «Баграт Великий», «Воспитатель», «Маленький Кахи», «Баши-Ачук» и др. воспитывали и утверждали в грузинском народе патриотические идеалы. Из его поэтических произведений более всех выделились поэмы: «Торнике Эристави» и «Воспитатель».
Как логическое следствие мировоззрения великого грузинского поэта-просветителя и вообще просветительской идеологии национально-освободительного движения Грузии было идейное участие Акакия Церетели в революции 1905 года на стороне восставшего против самодержавия народа. Патриотически-националистическое мировоззрение Акакия Церетели идейно подготавливало борцов за свободу, за что царские власти постоянно преследовали, а иногда даже заключали в тюрьму великого поэта-просветителя.
Акакий Церетели был не только поэтом, но и мыслителем. Его гуманистическая философия, реалистическая эстетика и социология сильными и оригинальными потоками вливаются в просветительскую мысль освободительного движения Грузии. Его гуманистическая точка зрения об единстве духовного и светского, небесного и земного, о преимуществе национального и человеческого по сравнению с групповыми и классовыми явлениями была его мерилом ценности общественных явлений. По его мнению, проявлением нераздельного единства небесного и земного является, в частности, художественное творчество, «сильнейшее и вернейшее оружие, которое должно натачиваться правдой жизни и не слабея утверждаться и употребляться на благо родины», помогать угнетенным в борьбе против угнетателей. С его именем нераздельно связана полувековая история национально-освободительного движения грузинского народа.
Церетели был близким другом князя Ильи Чавчавадзе, грузинского интеллектуала и молодёжного лидера. Поколение 1860-х последовало за Чавчавадзе и Церетели в просвещении и возрождении грузинского народа, а также самоидентификации грузин.
Он автор сотен патриотических, исторических, лирических и сатирических поэм, юмористических рассказов и биографических романов. Акакий Церетели также проявил себя на образовательном, журналистском и театральном поприще.
Известная грузинская народная песня Сулико написана на слова Акакия Церетели.
Он умер 26 января (8 февраля) 1915 и был похоронен на Пантеоне Мтацминда в Тбилиси.

## Семья
Жена: Наталья Петровна Базилевская (ум. 1933), похоронена на кладбище Сент-Уан, под Парижем.
Сын: Алексей Церетели (1864—1942), знаменитый русский антрепренёр.
Племянница: Анета Дадешкелиани (1872—1922), грузинская поэтесса, переводчик, педагог, общественный деятель.

### Собрание сочинений
- Избранное в 5 томах. — [Редкол.: Г. Абашидзе и др.]. — Тбилиси: Сабчота Сакартвело, 1988. (В пер.)
  - Т. 1: Стихи. Переводы / [Сост.-ред. Г. Гвердцители, Э. Квитаишвили; Примеч. Г. Абзианидзе]. — Тбилиси: Сабчота Сакартвело, 1988. — 756 с., [1] л. портр.; ISBN 5-529-00157-2
  - Т. 2. — Тбилиси: Сабчота Сакартвело, 1989. — 476 с.; ISBN 5-529-00441-5
  - Т. 3: Художественная проза / [Сост.-ред. Г. Гвердцители, Э. Квитаишвили]. — Тбилиси: Сабчота Сакартвело, 1989. — 415 с.; ISBN 5-529-00588-8

## Память

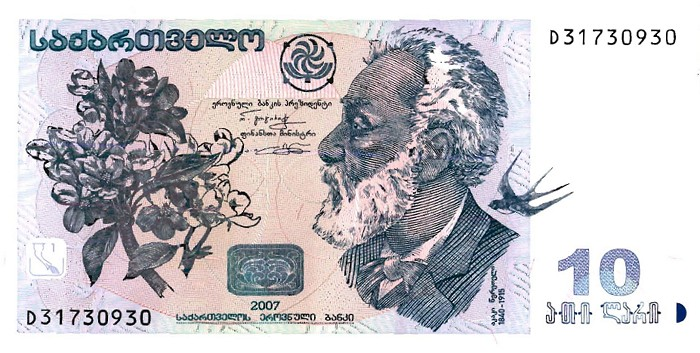
Церетели на банкноте 10 грузинских лари

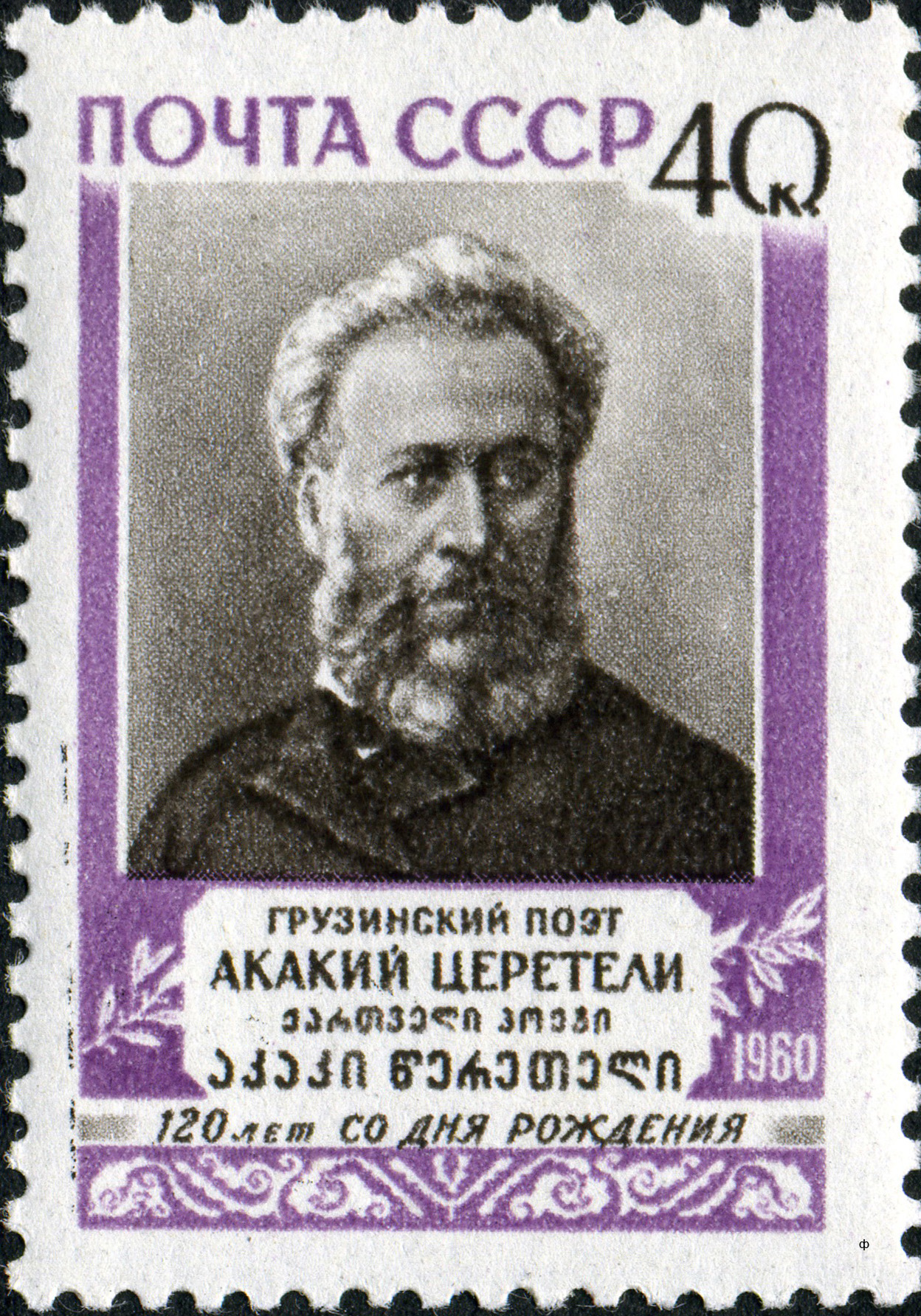
Почтовая марка СССР, 1960 год

- В селе Схвитори открыт музей Церетели (1939).
- В 1947 году снят художественный фильм «Колыбель поэта», режиссёр Константин Пипинашвили. В основу фильма положена биографическая повесть Акакия Церетели «Пережитое».
- В 1956 году снят художественный фильм «Баши-Ачук» по одноимённой повести, режиссёр Лео Эсакия.
- В 1960 году была выпущена почтовая марка СССР, посвященная Церетели.
- В память о поэте назван один из центральных проспектов Тбилиси.
- Одна из центральных улиц Батуми названа в честь Акакия Ростомовича.
- Имя было присвоено Чиатурскому государственному драматическому театру, в портале главного фасада театра поставлен памятник.